# Yrkestitel
Yrkestitel beskriver vilket yrke en person har, eller är utbildad till. Det kan också beskriva vad någon arbetar med.  
Exempel: Den som har gått socionomprogrammet har utbildningstiteln socionom. När en socionom arbetar inom socialtjänsten har han eller hon tjänstebenämningen socialsekreterare, och när en socionom arbetar inom sjukvård kallas vederbörande för kurator.

## Skyddad yrkestitel
Begreppet skyddad yrkestitel används när yrkestiteln är omgärdad av ett regelverk i svensk lag så att bara vissa får använda titeln. Den yrkesgrupp som innehaver en legitimation har även en skyddad yrkestitel, man får heller inte ha en titel som kan förväxlas med ett yrke som bär någon av de skyddade yrkestitlarna. Den som bryter mot bestämmelsen kan dömas till böter.   
Det finns även yrkesorganisationer som erbjuder auktoriseringar och certifieringar. Då kallas det inte skyddad yrkestitel, utan auktoriserad yrkesman.

### Legitimation
För flera yrken finns legitimation. I sjukvården så krävs det att man gått en särskild utbildning för att få använda titeln med "leg.", förkortning av "legitimerad". Exempel på sådana yrken är läkare, sjuksköterska, psykolog och arbetsterapeut. Efter utbildningen kan man söka legitimation från Socialstyrelsen, vilket är ett godkännande att arbeta med hälsovård eller sjukvård utan handledning.

### Nautiska behörigheter
För personer som arbetar inom sjöfarten finns också krav på särskild utbildning och förkunskap för att få använda vissa titlar och ha vissa arbetsuppgifter. Några exempel är sjökapten, lots, överstyrman och styrman.

### Övriga reglerade yrken
Det finns även andra yrken som har skyddad titel. Några exempel är advokat, veterinär, auktoriserad tolk, fastighetsmäklare och officer. Från 1 juli 2023 blev undersköterska en skyddad yrkestitel